# Petr Vašek
Petr Vasek (ur. 9 kwietnia 1979 w Czeladnej) – czeski bramkarz. Występował m.in. w zespołach SFC Opava. W 2005 roku trafił do Banika Ostrawa. Stamtąd został wypożyczony do SK Kladno. W 2006 roku powrócił do zespołu Banika. Następnie grał w 1. FC Slovácko, Sibirze Nowosybirsk, Tomie Tomsk i ponownie SFC Opava.